# São Jomil
São Jomil é uma povoação portuguesa do Município de Vinhais que foi sede da extinta Freguesia de São Jomil, freguesia que tinha 7,96 km² de área e 38 habitantes (2011), e, por isso, uma densidade populacional de 4,8 hab/km².
A Freguesia de São Jomil foi extinta (agregada), a partir de 29 de Setembro de 2014, tendo o seu território passado a fazer parte integrante da então criada União de Freguesias de Vilar de Lomba e São Jomil.

## População
| População da Freguesia de São Jomil | População da Freguesia de São Jomil | População da Freguesia de São Jomil | População da Freguesia de São Jomil | População da Freguesia de São Jomil | População da Freguesia de São Jomil | População da Freguesia de São Jomil | População da Freguesia de São Jomil | População da Freguesia de São Jomil | População da Freguesia de São Jomil | População da Freguesia de São Jomil | População da Freguesia de São Jomil | População da Freguesia de São Jomil | População da Freguesia de São Jomil | População da Freguesia de São Jomil |
| ----------------------------------- | ----------------------------------- | ----------------------------------- | ----------------------------------- | ----------------------------------- | ----------------------------------- | ----------------------------------- | ----------------------------------- | ----------------------------------- | ----------------------------------- | ----------------------------------- | ----------------------------------- | ----------------------------------- | ----------------------------------- | ----------------------------------- |
| 1864                                | 1878                                | 1890                                | 1900                                | 1911                                | 1920                                | 1930                                | 1940                                | 1950                                | 1960                                | 1970                                | 1981                                | 1991                                | 2001                                | 2011                                |
| 219                                 | 218                                 | 198                                 | 191                                 | 182                                 | 162                                 | 180                                 | 225                                 | 225                                 | 236                                 | 158                                 | 126                                 | 88                                  | 62                                  | 38                                  |

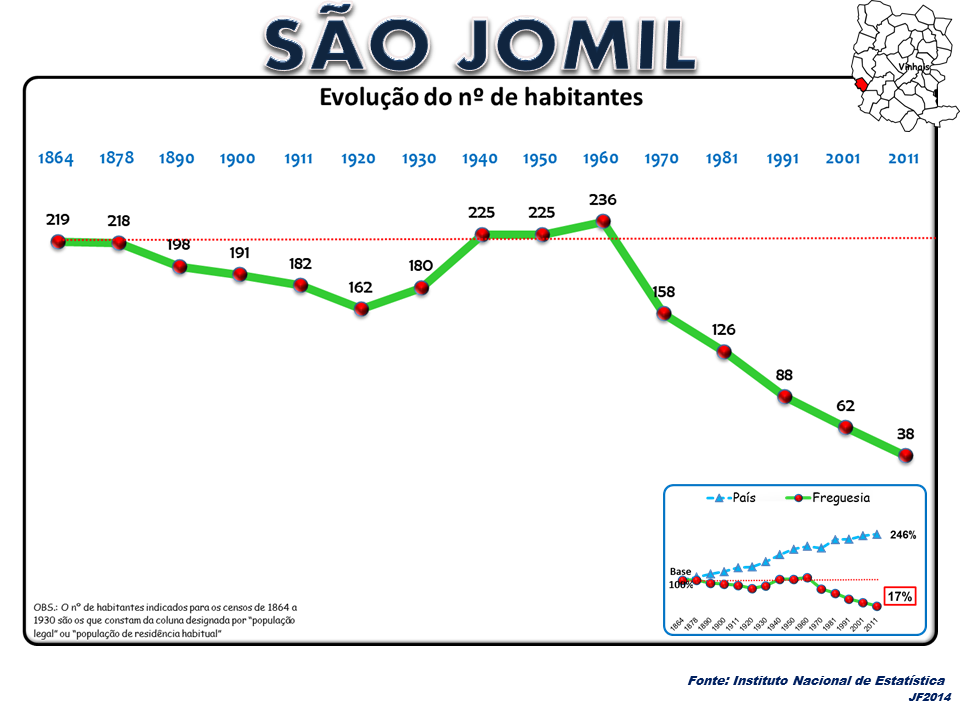
Evolução da População 1864 / 2011
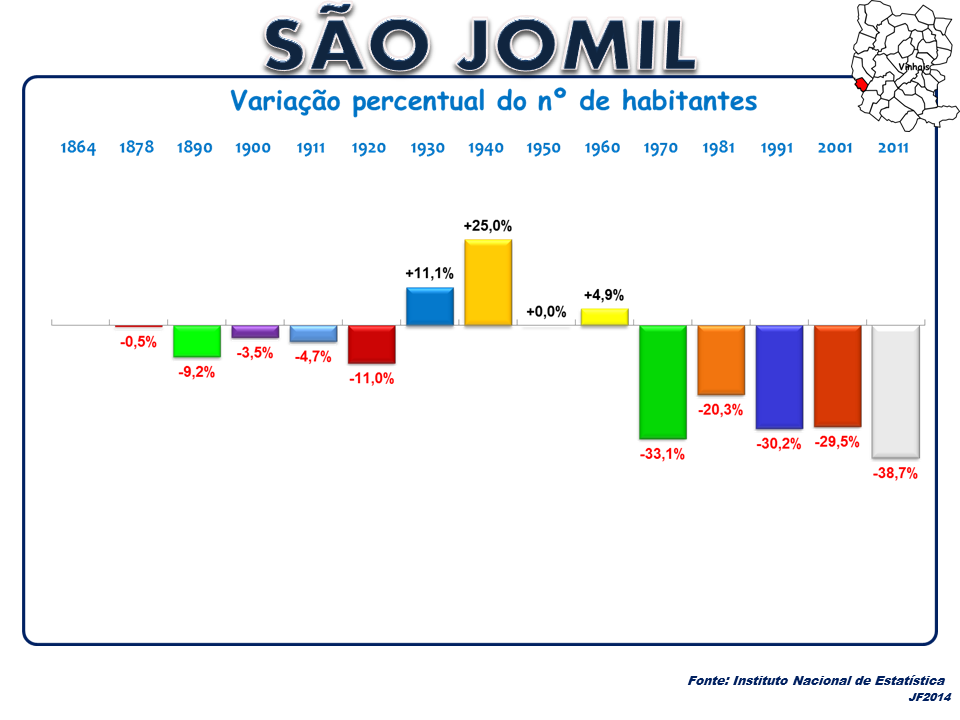
Variação da População 1864 / 2011
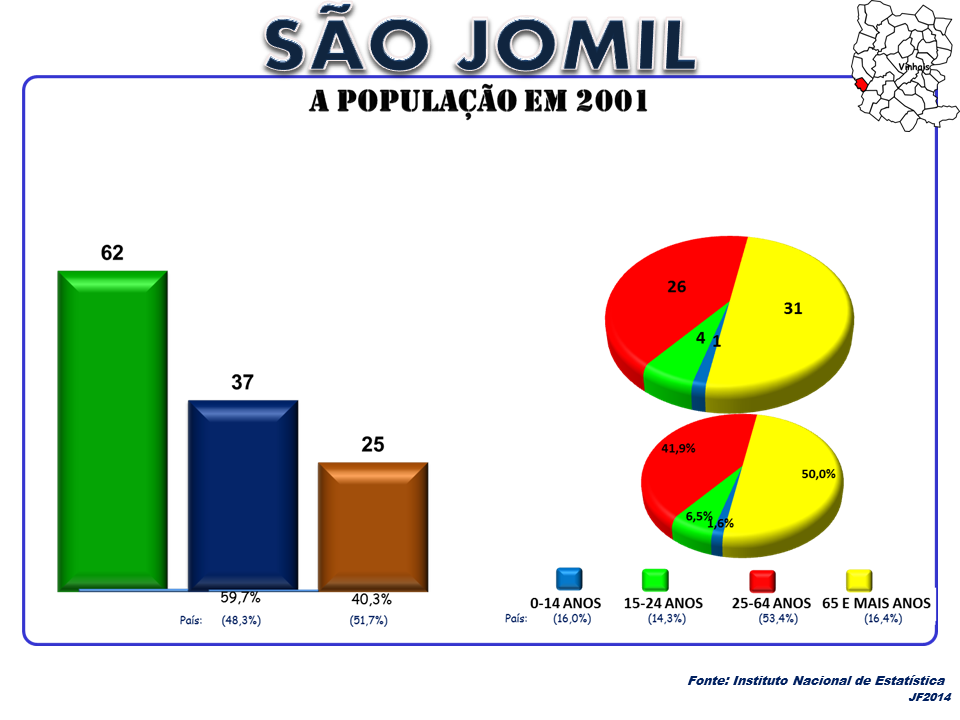
A População em 2001
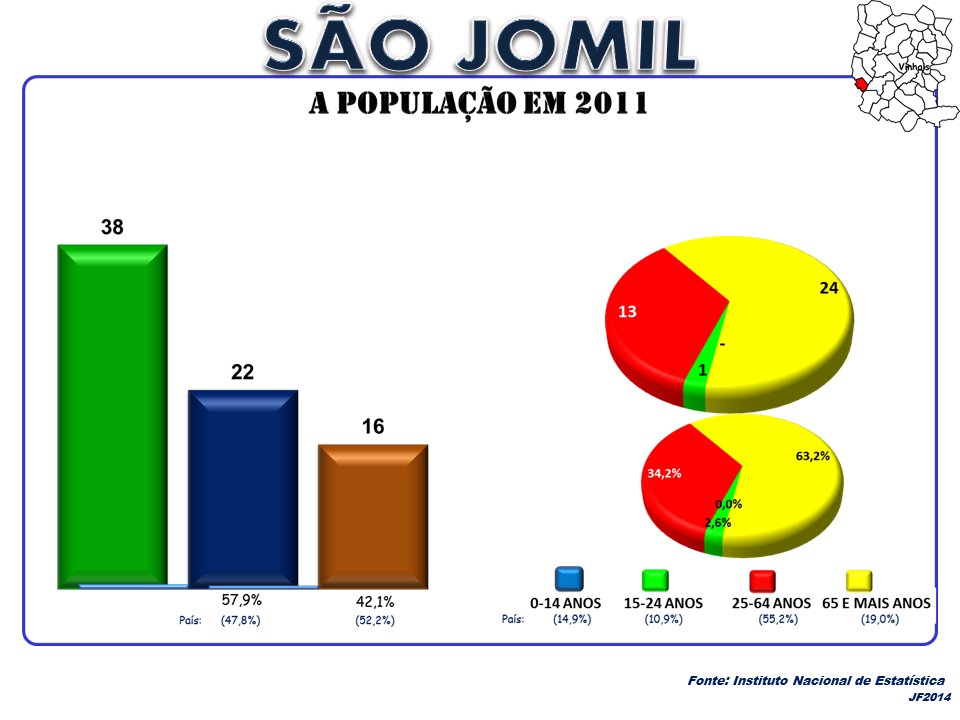
A População em 2011

## Património
- Igreja Paroquial de São Pedro de São Jomil;
- Capela do Senhor dos Aflitos.